# Giro del Veneto 1930
Il Giro del Veneto 1930, decima edizione della corsa, si svolse il 27 luglio 1930 su un percorso di 160 km con partenza e arrivo a Padova. La vittoria fu appannaggio dell'italiano Aldo Canazza, che completò il percorso in 5h26'00" precedendo i connazionali Vasco Bergamaschi e Renato Scorticati.
Organizzato dal G.S. Viscosa di Padova, fu riservato a ciclisti di terza, quarta e quinta categoria (indipendenti e dilettanti).

## Percorso
La prova prese il via da Padova e, con un percorso ad anello, transitò da Castelfranco, Asolo, Bassano del Grappa, Marostica, Castelnovo e Teolo per concludersi sulla pista del Velodromo comunale padovano dopo 160 km.

## Ordine d'arrivo (Top 10)
| Pos. | Corridore            | Squadra       | Tempo    |
| ---- | -------------------- | ------------- | -------- |
| 1    | Aldo Canazza         | Nicolò Biondo | 5h26'00" |
| 2    | Vasco Bergamaschi    | Nicolò Biondo | s.t.     |
| 3    | Renato Scorticati    | Nicolò Biondo | s.t.     |
| 4    | Antonio Fraccaroli   | -             | a 5'00"  |
| 5    | Giovanni Silvestrini | -             | s.t.     |
| 6    | Guglielmo Segato     | -             | s.t.     |
| 7    | Paride Scacchetti    | -             | s.t.     |
| 8    | Amelio Veronesi      | -             | s.t.     |
| 9    | Aldo Pellacani       | -             | s.t.     |
| 10   | Giovanni Galdini     | -             | s.t.     |